# Народний фронт визволення Палестини
Народний фронт визволення Палестини (НФВП, араб. الجبهة الشعبية لتحرير فلسطين, Al-jabha al-sha'biyah li-tahrir filastin) — ліворадикальна марксистська воєнізована організація, яка виступає за створення незалежної Палестинської держави. Визнаний терористичною організацією в США, Канаді, ЄС, Великій Британії та Ізраїлі. Засновник партії і її лідер з 1967 до 2008 — Жорж Хабаш. Його найближчий помічник, який займався (до смерті в 1978 р.) плануванням і проведенням терактів — Вадей Хаддад. Нині лідер руху — Ахмад Саадат.
Організація заснована в 1967 після злиття трьох палестинських груп: «Палестинського фронту визволення» Ахмада Джибріла (створений у 1961 р.), групи «Герої Повернення» та групи «Молодь, що мстить». Угруповання відоме також як «Група Червоні орли», «Група Халхул». НФВП визнаний терористичною організацією в США, Канаді, ЄС, Великій Британії та Ізраїлі.
Організація входить до складу Організації визволення Палестини і є другою за військовою та політичною силою нерелігійною палестинською організацією після ФАТХ Ясіра Арафата. Організація виступає за загальноарабську соціалістичну революцію. Після 1993 р. виступає проти «Декларації Принципів», підписаних ОВП з Ізраїлем, через що організація призупинила своє членство в ОВП. Однак у 1999 році НФВП прийшов до угоди з ОВП щодо переговорів з Ізраїлем і відновив своє членство в ОВП.

## Історія організації
Організація була заснована Жоржем Хабашем, палестинським християнином родом із Лоду.
Члени організації вчинили перші в історії тероризму акції по викраденню пасажирських літаків, зокрема, викрадення літаків і захоплення заручників у «Доусон філд» (Йорданія) в 1970. Деякий час у тренувальних таборах НФВП проходив підготовку Ілліч Рамірес Санчес на прізвисько «Карлос шакал», що став згодом найманим вбивцею. Із НФВП співпрацювали такі ліворадикальні організації як Фракція Червоної Армії і Червона армія Японії.
Місця діяльності: Сирія, Ліван, Ізраїль, територія Західного берега річки Йордан та сектор Газа. Отримує допомогу з боку Сирії та Лівії. У 1977 від НФВП відокремилось угрупування Палестинський фронт визволення (ПФВ), яке захопило 7 жовтня 1985 італійський пасажирський корабель Achille Lauro.
У 1969 році від НФВП відкололася ліва фракція на чолі Наїфа Хаватме, що утворила Народно-демократичний фронт визволення Палестини (НДФВП), пізніше змінив свою назву на Демократичний фронт визволення Палестини. Прихильники Хаватме вважали, що НФВП під керівництвом Хабаша займається, головним чином, військовими операціями, не приділяючи належної уваги розвитку ідеології та аналізу.